# أمريكا المفتوحة 1972 (كرة مضرب)
قائمة بالأبطال في بطولة 1972 أمريكا المفتوحة:

## الكبار

### فردي رجال
إيلي ناستاسي هزم  أرثر آش 3-6 6-3 6-7 6-4 6-3

### فردي سيدات
بيلي جين كينغ هزم  كيري ميلفل 6-3 7-5

### زوجي رجال
كليف درايسدال و روجر تايلر هزم  أوين دافيدسن و جون نيوكومب 6-4 7-6 6-3

### زوجي سيدات
فرانسيس دور و بيتي ستوف هزم  مارغريت كورت و فيرجينا ويد 6-3 1-6 6-3

### زوجي مختلط
مارتي رايسن و مارغريت كورت هزم  إيلي ناستاسي و روزماري كاسالس 6-3 7-5

## الشباب

### فردي أولاد
بدأت هذه البطولة في 1973

### فردي بنات
بدأت هذه البطولة في 1974

### زوجي أولاد
بدأت هذه البطولة في 1987

### زوجي بنات
بدأت هذه البطولة في 1987